# 阿班河
阿班河（俄语：Абан），是俄羅斯的河流，位於該國克拉斯諾亞爾斯克邊疆區，屬於烏索爾卡河的支流，河道全長151公里，流域面積1,970平方公里。